# Tibor Kemény
Pour les articles homonymes, voir Kemény.
Tibor Kemény (né le 5 mars 1913 en Autriche-Hongrie et mort le 25 septembre 1992) était un joueur international de football hongrois, qui jouait en attaque.

## Biographie
Avec l'équipe de Hongrie, il joue en tout 9 matchs. Il fait partie de l'équipe qui dispute la coupe du monde 1934. Il joue un match lors du mondial, contre l'Autriche en quarts-de-finale (la Hongrie perd 2-1). Avec Ferencváros, il joue deux matchs contre la Juventus en 1938.
En tant qu'entraîneur, il entraîne l'Ujpest FC lors de la saison 1949-50, et l'Olympiakos en 1957-58. Avec le club du Pirée, il remporte un doublé avec le championnat grec et la coupe de Grèce 1957-58. Il fait souvent évoluer ses joueurs en 4-2-4, et transforme l'Olympiakos en un grand club pratiquant un grand football.
Kemény prend ensuite les rênes du MTK Hungária FC en 1955, aidant l'équipe à remporter la coupe Mitropa.

## Palmarès de joueur
Ferencváros TC
- Championnat de Hongrie (5)
  - 1932, 1934, 1938, 1940, 1941

- Coupe de Hongrie (5)
  - 1933, 1935, 1942, 1943, 1944

- Coupe Mitropa (1)
  - 1937

## Palmarès d'entraîneur
MTK Hungaria
- Coupe Mitropa (1)
  - 1955

Olympiakos FC
- Championnat de Grèce (1)
  - 1958

- Coupe de Grèce (1)
  - 1958